# Atos dos Santos Nereu e Aquileu
Os Atos dos Santos Nereu e Aquileu são uma obra anónima do século V ou VI que narra em forma lendária episódios da vida e do martírio dos santos Nereu e Aquileu, mas também de muitos outros santos, quem o documento põe em relação com estes.

## Origem e edições
Esta obra existe em grego e latim. No prólogo o texto latino apresenta-se como tradução e é considerado uma produção do século VII baseada num original grego do século V ou VI. Porém L. Schaeffer expoe argumentos, considerados persuasivos por Alberto Ferreiro mas rejeitados por outros, por considerar o texto em latim o original.
O título da versão grega é Μαρτύριον τοῦ Ἁγίου Νηρέου καὶ Αχιλλέου (Martírio dos Santos Nereu e Aquileu). Em latim usa-se geralmente o título  Acta SS. Nereo e Achillei  (Atos dos Santos Nereu e Aquileu), como nas edições standard de Hans Achelis (1893) e Albrecht Wirth (1890).
O texto grego é acessível no site da Universidade de Salónica.
Duas edições anteriores do texto latino existem, das quais cada uma foi impressa várias vezes:
- A edição de Laurentius Surius (Colónia 1518)
- A edição de Godfried Henschen e Daniel van Papenbroeck, Bolandistas (Antwerp 1680)

Em geral, as diferenças entre as edições de Surius e dos Bolandistas são apenas verbais, não de substância. Surius afirma explicitamente ter melhorado a latinidade do texto que encontrou nos manuscritos. Porém há um lugar onde o texto de Surius (nos infantulos emit = ela nos comprou quando éramos apenas crianças) corresponde à versão grega (παιδία ἡμᾶς ὑπάρχοντας ὠνήσατο) melhor do que o dos Bolandistas (nos in famulos comparavit = nos adquiriu a sermos seus servos).

## Resumo do conteúdo
O autor da Acta SS. Nerei et Achillei começa a sua história declarando ter recolhido martírios da sua província e querer tratar primeiro do da altamente nobre virgem Domitila, sobrinha do imperador Domiciano.
No documento conta-se que esta Domitila tinha dois eunucos ao serviço do quarto de dormir (eunuchos cubicularios; εὐνούχους κουβικουλαρίους), chamados Nereu e Aquileu, quem o apóstolo Pedro tinha ganho para Cristo. Estes, ao verem a sua patroa vestir-se ricamente para o casamento, lhe dizem que se em vez de adornar tanto o corpo para se casar com Aureliano, filho dum cônsul, se dedicasse a adornar o alma, ela poderia ter como marido o Filho imortal de Deus. Em longos discursos que ocupam toda a primeira parte dos Atos, eles tratam das desvantagens do casamento e dos benefícios da virgindade.
No início Domitila levanta objeções, mas depois aceita o que lhe dizem os seus eunucos e deseja receber o véu de consagração para a virgindade. Nereo e Aquileu vão para o bispo São Clemente e lhe dizem que tinham sido adquiridos como servos pela mãe de Domitila, Plautila, irmã do cônsul Clemente (Tito Flávio Clemente (cônsul em 95)?), irmão germano do pai do bispo. Convertida ao cristianismo pelo apóstolo Pedro, Plautila fez batizar também a sua filha e os seus eunucos e morreu no mesmo ano, o ano também no qual Pedro foi martirizado. Ao aprender como Nereu e Aquileu converteram a sua ama à vida de virgindade, o bispo vai para dar a Domitila o véu da consagração. Aureliano, o noivo, furioso por ser rejeitado, obtém do imperador Domiciano que Domitila, se recusar a sacrificar aos deuses, seja exilada para a ilha de Pontia, na esperança de que assim ela vai mudar sua mente.
Depois disso conta-se, sob a forma de uma troca de cartas entre Nereu e Aquileu, quem acompanham Domitila no exílio, e o filho do prefeito da cidade de Roma, histórias sobre os conflitos entre Pedro e Simão Mago e sobre Petronila, filha de Pedro, quem seu pai no mesmo dia curou e depois lhe renovou a paralisia. Mais tarde ela, novamente curada, respondeu a um nobre chamado Flaccus, quem queria casar-se com ela, que iria para ele depois de três dias. Neste dias orou, jejuou e morreu e a Flaccus fue levada cadáver. Então Flaccus transferiu as suas atenções para outra cristã, Felícula, mas ela preferiu morrer como mártir. Flaccus condenou à morte também o sacerdote São Nicomedes quem enterrou o corpo de Felícula.
Por não aceitarem o pedido de Aureliano de persuadir a Domitila de abandonar o seu voto de virgindade, Nereu e Aquileu são transportados da ilha para Terracina, duramente torturados e, ao dizerem que, tendo sido batizados pelo próprio apóstolo Pedro, não podem de forma alguma sacrificar aos ídolos, são decapitados. Um discípulo deles rouba os seus corpos e enterra-los em Roma, perto do túmulo de Santa Petronila (Catacumba de Domitila). Somente neste contexto os Atos referem-se a Domitila como Flávia Domitila.
Ao aprender que outros três cristãos, Eutyches, Victorinus e Maro, têm ainda maior influência sobre Domitila, Aureliano obtém do novo imperador Nerva que, se estes não sacrificarem aos ídolos, lhe sejam dados como escravos. Após a sua recusa a sacrificar, ele coloca-los a fazer trabalhos duros nas suas propriedades. Lá eles fazem milagres de cura e convertem muitas pessoas ao cristianismo. Por esmagar a Maro, põe-se nos seus ombros uma pedra enorme, que dificilmente setenta homens poderiam atirar usando uma roldana, mas Maro porta-la facilmente para o local distante duas milhas, onde ele costumava rezar, milagre seguido pela conversão e o batismo do povo da província. Finalmente os três são mortos.
Aureliano leva a Domitila da ilha para Terracina e faz que encontre duas suas irmãs de leite com seus noivos, Sulpicio e Serviliano. O resultado é o contrario do que Aureliano deseja: pela pregação e os milagres de Domitila, eles fazem-se cristãos e renunciam ao casamento. Então ele decide empregar a violência, mete a Domitila num quarto e pela alegria põe-se a bailar. Continua a bailar dos dias e duas noites e no final cai morto. Aterrorizados por este evento, todos tornam-se crentes.  Mas Luxurius, irmão de Aureliano, é autorizado pelo imperador Trajano a forçá-los a sacrifícar e a punir a vontade aqueles que se recusam. Em Roma, ele faz decapitar a Sulpicio e Serviliano e depois vai a Terracina e mata a Domitila e às suas duas irmãs de leite ao atear fogo ao quarto onde dormem. · 

## Opiniões sobre o valor histórico do documento
As escavações arqueológicas que trouxeram à luz a sepultura de Nereu e Aquileo e a inscrição do século IV confirmam o martírio dos dois santos, mas não as histórias lendárias contadas nos Atos dos Santos Nereu e Aquileu.
Esta obra tem sido descrita como fabricada, apócrifa ou espúria, fantástica, uma lenda bizarra (que) não merece nenhuma fé.
Philippe Pergola diz: "A narração é romantizada tanto que é impossível atribuir-lhe qualquer valor histórico confiável para todas as suas informações não verificadas em outras fontes Os novos recursos do texto são na sua maioria contraditórios ou improváveis, tanto em termos de Flavia Domitila e dos outros personagens, quem, além disso, são conhecidos com base em documentos mais seguros".